# Magnétostriction

Lorsque l'intensité du champ magnétique (flèche grise) varie près de pôles magnétiques (pastilles), ceux-ci changent d'orientation. Le volume de la matière à proximité varie en conséquence (boîte rectangulaire).

La magnétostriction est la propriété que possèdent les matériaux ferromagnétiques de se déformer en fonction de l'orientation de leur aimantation, par exemple sous l'influence d'un champ magnétique.
Les matériaux ferromagnétiques présentent aussi un effet magnétostrictif inverse, appelé effet magnéto-mécanique, qui se caractérise par la modification de la susceptibilité magnétique, voire de l'aimantation, en présence de contraintes mécaniques dans le matériau.

## Mise en évidence
James Prescott Joule démontra son existence en 1847 en mesurant l'allongement d'un échantillon de fer soumis à un champ magnétique.
La magnétostriction contribue au ronronnement qu'on peut entendre près des transformateurs et des appareils électriques fonctionnant sous haute tension, d'une fréquence fondamentale égale à deux fois celle du courant, c'est-à-dire 2×50 Hz = 100 Hz en Europe. La force électromécanique I×B, produit du courant I par le champ B, participe aussi à ce bruit en agissant sur les conducteurs baignant dans le champ magnétique qu'ils génèrent.

## Caractéristiques
La déformation d'origine magnétostrictive que subit un élément ferromagnétique se fait à volume constant. Lorsque le matériau est magnétisé jusqu'à saturation, la déformation relative maximale produite par magnétostriction est généralement de l'ordre de 10-4, soit un micromètre par centimètre de matériau.  Ainsi, le fer présente une faible déformation relative d'au plus 2×10-5 alors que des alliages de fer et de terres rares comme le terbium ou le dysprosium peuvent atteindre des déformations relatives de plus de 15×10-4 sous un champ magnétique de 1 MA/m.
Le coefficient de magnétostriction peut être positif, auquel cas le matériau s'allonge sous l'influence du champ magnétique, ou négatif, auquel cas le matériau se raccourcit sous l'influence du champ magnétique.
L'effet de magnétostriction dépend de la magnétisation du matériau, et ne peut exister qu'en dessous de la température de Curie, qui se trouve être, pour certains matériaux à fort coefficient de magnétostriction, cryogénique.

## Applications
Dans les transformateurs de puissance, la magnétostriction est une composante de perte, et on cherche à la minimiser. Mais elle a aussi des applications positives, pour des applications exigeant de faibles déplacements avec une force importante. Cependant, l'introduction des matériaux piézoélectriques dans les années 1950 a empiété sur leur domaine, car les coefficients des matériaux connus étaient faibles. À partir des années 1970, de nouveaux matériaux, dont certains exploitent les propriétés magnétostrictives des terres rares, ont relancé les applications de la magnétostriction.
On exploite les effets magnétostrictifs direct et inverse pour construire des actionneurs ou des capteurs électromécaniques convertissant l'énergie électrique en énergie mécanique et réciproquement.
Les principaux usages de la magnétostriction concernent :
- l'émission de sons à basse fréquence en milieu sous-marin (sonar)
- la génération d'ultrasons (applications médicales ou industrielles)
- la réalisation de moteurs linéaires (utilisé par exemple sur machine-outil)
- la mesure de force ou de couple
- le contrôle actif du bruit et des vibrations, en utilisant simultanément l'effet inverse pour la mesure des vibrations, et l'effet direct pour effectuer l'action correctrice

### Transducteur magnétostrictif

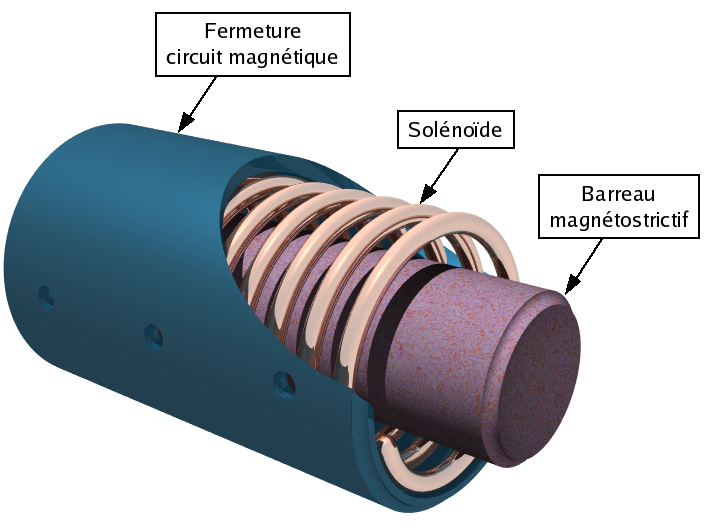
Schéma de principe d'un transducteur magnétostrictif

Un transducteur magnétostrictif est typiquement constitué d'un solénoïde traversé par un courant d'excitation servant à générer un champ magnétique variable, à l'intérieur duquel se trouve placé un barreau en matériau ferromagnétique, le tout étant enfermé dans un cylindre assurant la fermeture du circuit magnétique. Afin d'assurer des déplacements bidirectionnels, une magnétisation statique du matériau est obtenue soit au moyen d'un aimant permanent, soit en faisant circuler dans le solénoïde un courant continu qui vient se superposer au courant d'excitation variable. D'autre part, une précontrainte mécanique est généralement appliquée au barreau ferromagnétique au moyen d'un boulon, ceci afin de faire travailler le transducteur en compression et ainsi toujours garantir la transmission des efforts mécaniques à l'interface du transducteur et de la charge appliquée.
Les matériaux ferromagnétiques employés peuvent être le fer, le nickel, ou des alliages aluminium-fer (alfenol) ou nickel-cobalt, bien que le matériau le plus couramment utilisé soit le Terfenol-D, du fait de ses bonnes performances magnétostrictives.